# Сюскюя
Сю́скюя (карел. Syskyvä, фин. Syskyä) — деревня в Питкярантском районе Республики Карелия. Входила в упразднённое в 2023 году Импилахтинское сельское поселение.

## Общие сведения
Расположена на берегу реки Сюскюянйоки вблизи автодороги Сортавала — Олонец.

## Население
| 2002 | 2009 | 2010 | 2013 |
| ---- | ---- | ---- | ---- |
| 6    | ↘3   | ↘2   | ↘0   |